# لویی چوریس
لویی چوریس (انگلیسی: Louis Choris; ۲۲ مارس ۱۷۹۵ – ۲۲ مارس ۱۸۲۸) گردشگر، و نقاش اهل آلمان بود.